# خفاش بی‌مو
خفاش بی‌مو (نام علمی: Cheiromeles torquatus) نام یک گونه از خانواده خفاش‌های دم‌آزاد است.